# カレル・ボレスラフ・イラーク
カレル・ボレスラフ・イラーク（Karel Boleslav Jirák、1891年1月28日 プラハ - 1972年1月30日 イリノイ州シカゴ）は、ボヘミア出身の作曲家、指揮者、音楽教師。生前は音楽理論家としても令名高かった。

## 経歴
プラハ・カレル大学に通いながら、プラハの音楽アカデミーでヨセフ・ボフスラフ・フェルステルとヴィーチェスラフ・ノヴァークに作曲を師事。1915年から1918年までハンブルク歌劇場の音楽監督を務め、1918年から1919年までブルノやオストラヴァの国立歌劇場の指揮者に転身した。1920年から1930年までプラハ音楽院の作曲科教授を務め、この間に1945年までチェコスロヴァキア・ラジオ・オーケストラの首席指揮者も兼任した。
1947年に祖国を去って渡米、1948年から1967年までシカゴ・ルーズヴェルト大学教授を、1967年から1971年までシカゴ音楽大学作曲科教授を歴任した。
イラークは、作曲家としても指揮者としてもマーラーやリヒャルト・シュトラウスに感銘を受け、その影響を受け続けた。代表作のオペラ「テュアナのアポロニオス (Apollonius z Tyany)」は、後に「女と神 (Žena A Buh)」と改題され、改訂された（1912年-1913年）。
そのほかに、6つの交響曲と管弦楽のためのいくつかの変奏曲に加えて、演奏会用序曲や管弦楽組曲、室内楽をふんだんに作曲した。オルガン組曲やレクイエム、連作歌曲集なども手懸けている。

## 私生活
3回、結婚しており、2番目の妻はメゾソプラノおよびコントラルト歌手のマルタ・クラーソヴァー（1901年3月16日 - 1970年2月20日）であった。